# Кипчаково
Кипчако́во (рос. Кипчаково, башк. Ҡыпсаҡ) — присілок у складі Ілішевського району Башкортостану, Росія. Входить до складу Аккузевської сільської ради.
Населення — 123 особи (2010; 148 у 2002).
Національний склад:
- башкири — 96 %